# A Parallax View
A Parallax View ist ein Jazzalbum von Joe McPhee und Paul Hession. Die am 20. Januar 2003 im Bluecoat, Liverpool, und am 21. Januar 2003 im The Adelphi, Leeds, das damals den Termite Club beheimatete, entstandenen Aufnahmen erschienen 2006 auf Slam Productions.

## Hintergrund
Nach einigen Auftritten mit dem Saxophonisten Joe McPhee in den USA holte der britische Schlagzeuger Paul Hession Anfang 2003 seinen neuen Freund für vier Auftritte nach England, von denen zwei auf dem Album A Parallax View festgehalten wurden. Die Mitschnitte entstanden am 20. Januar 2003 bei Veranstaltungen von Fracture im Kunstzentrum Bluecoat in Liverpool (Tracks 2, 4, 5) und am 21. Januar 2003 von The Termite Club im The Adelphi in Leeds (Tracks 1, 3, 6).

## Titelliste
- Joe McPhee & Paul Hession: A Parallax View (Slam SLAMCD 268)[1]

1. Tipping Point 10:23
2. Blue Coat, Blue Collar 10:50
3. From Eremite to Termite 6:32
4. Evocation 14:35
5. Love Is (Like Walking Naked on a Razor Blade) 3:27
6. What Can We Do? 9:53

Die Kompositionen stammen von Joe McPhee und Paul Hession.

## Rezeption

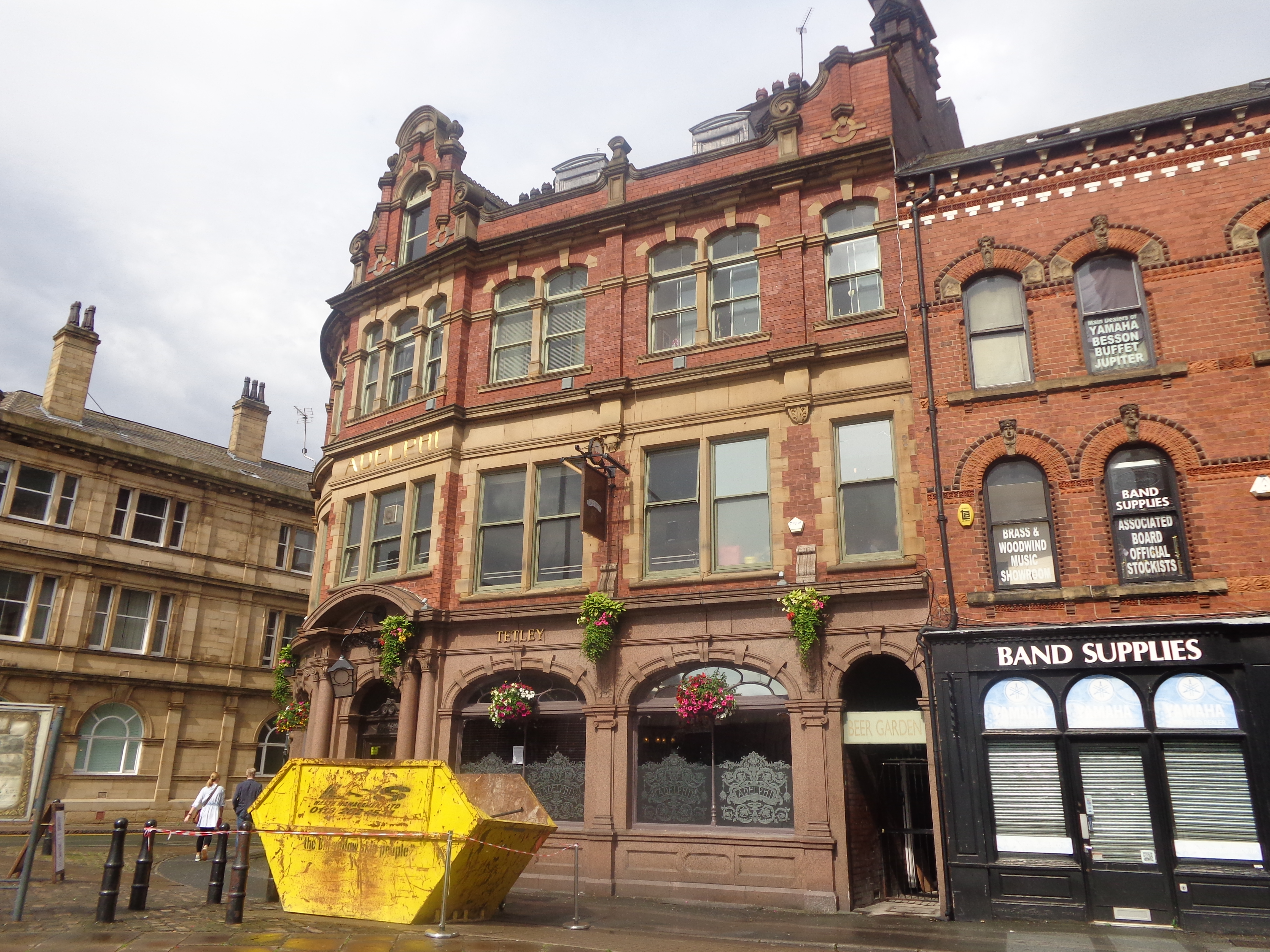
The Adelphi, Hunslet Lane, Leeds (Aufnahme von 2014), einer der beiden Auftrittsorte des Duos

Mike Shanley schrieb in JazzTimes, das Duo habe offensichtlich sofort eine Beziehung gefunden, denn dieses Album verkörpere die Feuerkraft, Tiefe und Dynamik, die in der stärksten freien Improvisation zu finden seien.
In den weiten offenen Räumen, die das Duo erzeuge, wechsele McPhee sowohl auf dem Sopran- als auch auf dem Tenorsaxophon häufig musikalisch die Schwerpunktebene: Er verwende alles von Spirituals bis hin zu nicht-idiomatischen Material, notierte der Kritiker von Point of Departure. „Er kann nicht nur [...] so hart zuschlagen wie jeder andere seit John Coltrane und so begeistert wie jeder andere seit Albert Ayler eine Enthüllung klingen lassen; McPhee kann auch mit abstrusen Texturen und wackliger Intonation ein Gefühl von Zielstrebigkeit erzeugen, wo andere Saxophonisten nur eine drohende Anmutung für das Unbestimmte aufbringen können.“ Dies erfordere einen Schlagzeuger, der sich engagieren kann und nicht an den Rändern schwanke, so der Autor. Hession tue dies; an dessen Herangehensweise sei nichts abgeschwächt, egal ob er McPhee beschattet oder frontal mit ihm kollidiert. Stattdessen liege „eine erfrischende Eigenwilligkeit in dieser Musik“.